# Nirvanol
Nirvanol, também conhecido como 5-etil-5-fenil-hidantoína, é um derivado da hidantoína [en] com propriedades anticonvulsivantes. Seu padrão fenil substituído – 5-etil-5-fenil – é semelhante ao do fenobarbital. É utilizado no tratamento da choreia.

## Metabolismo
O metabolismo do nirvanol é estereosseletivo: o enantiômero (S)- sofre hidroxilação 14 vezes mais que o enantiômero (R)- na posição 4 do grupo fenil substituído.
O nirvanol é o principal metabólito ativo da mefenitoína [en].